# Russian Traded Index
Der Russian Traded Index (RTX) ist ein von der Wiener Börse entwickelter Real-Time-Aktienindex, der aus russischen Standardwerten besteht, die am Russian Trading System in Moskau gehandelt werden. Die Berechnung erfolgt mittlerweile in Euro.
Der Startwert sind 1.000 Punkte am 8. Oktober 1997 mit einem Startkapital von 25.283.694.424 USD (rund 25 Milliarden USD).
Zum 9. Januar 2008 erfolgte eine Umstellung von US-Dollar auf Euro mit einem Startwert von 3.158,76 Punkten und einem Startkapital von 139.012.367.561,49 EUR.
Im Laufe der Zeit wurde der Index zugunsten des Telekommunikations- und Finanzsektors breiter. Dennoch ist der Energiesektor im Index immer noch stark gewichtet.

## Indexzusammenstellung
(Stand: 22. Oktober 2014)
| Titel              | Anteil in % |
| ------------------ | ----------- |
| GAZPROM            | 20,14       |
| Lukoil             | 17,66       |
| Sberbank           | 13,61       |
| Magnit             | 11,61       |
| Norilsk Nickel     | 8,26        |
| Novatek            | 6,46        |
| Rosneft            | 4,21        |
| Mobile TeleSystems | 4,11        |
| VTB Bank           | 3,52        |
| Surgutneftegaz     | 3,29        |
| Uralkali           | 2,83        |
| RusHydro           | 1,40        |
| Rostelecom         | 1,42        |
| Severstal          | 1,25        |
| FGC UES            | 0,25        |